# Вайт-Айленд-Шорс (Массачусетс)
Вайт-Айленд-Шорс (англ. White Island Shores) — переписна місцевість (CDP) в США, в окрузі Плімут штату Массачусетс. Населення — 2180 осіб (2020).

## Географія
Вайт-Айленд-Шорс розташований за координатами 41°47′37″ пн. ш. 70°38′19″ зх. д. / 41.79361° пн. ш. 70.63861° зх. д. (41.793699, -70.638745).  За даними Бюро перепису населення США в 2010 році переписна місцевість мала площу 3,30 км², з яких 2,92 км² — суходіл та 0,38 км² — водойми.

## Демографія
Згідно з переписом 2010 року, у переписній місцевості мешкало 2106 осіб у 758 домогосподарствах у складі 547 родин. Густота населення становила 638 осіб/км².  Було 930 помешкань (282/км²).
Расовий склад населення:
| - 89,6 % — білих - 2,6 % — чорних або афроамериканців - 1,3 % — азіатів - 0,8 % — корінних американців - 0,1 % — вихідців з тихоокеанських островів - 3,0 % — осіб інших рас |

До двох чи більше рас належало 2,6 %. Частка іспаномовних становила 2,9 % від усіх жителів.
За віковим діапазоном населення розподілялося таким чином: 24,5 % — особи молодші 18 років, 68,7 % — особи у віці 18—64 років, 6,8 % — особи у віці 65 років та старші. Медіана віку мешканця становила 37,1 року. На 100 осіб жіночої статі у переписній місцевості припадало 95,5 чоловіків;  на 100 жінок у віці від 18 років та старших — 95,7 чоловіків також старших 18 років.
Середній дохід на одне домашнє господарство  становив 63 249 доларів США (медіана — 61 146), а середній дохід на одну сім'ю — 63 713 долари (медіана — 58 365). За межею бідності перебувало 10,0 % осіб, у тому числі 8,4 % дітей у віці до 18 років та 22,2 % осіб у віці 65 років та старших.
Цивільне працевлаштоване населення становило 852 особи. Основні галузі зайнятості: освіта, охорона здоров'я та соціальна допомога — 18,7 %, виробництво — 15,3 %, мистецтво, розваги та відпочинок — 14,2 %.